# Bourbon Dolphin (schip, 2006)
De Bourbon Dolphin, een ankerbehandelingsbevoorradingsschip (AHTS), kapseisde op 12 april 2007 in de Noordzee voor de kust van Shetland. Van de vijftien opvarenden, overleefden er zeven. Onder de acht overledenen bevond zich ook de zoon van de kapitein. Hij overleed op 14-jarige leeftijd. Nalatigheid van de rederij en een verminderde stabiliteit waren de hoofdoorzaken van het ongeval.

## Beschrijving
De Bourbon Dolphin liep van de werf van de Ulstein Group in 2006. Het was ontworpen volgens het Ulstein A102 ontwerp. Het schip was 75,2 meter lang en 17 meter breed. Het had een paaltrek van 180 ton en een brutotonnenmaat van 2974.
De Bourbon Dolphin was eigendom van de Franse rederij Bourbon Offshore.

## Ongeval
Het ongeval deed zich voor op 12 april 2007 op het moment dat het schip bezig was met het ankeren van het halfafzinkbare boorplatform Transocean Rather.
Terwijl het schip een van de acht ankers uitlegde, vroeg het om assistentie aan het boorplatform. Toen het bijna de volledige lengte van de ketting had uitgelegd, raakte de Bourbon Dolphin in moeilijkheden door het enorme gewicht ervan. Hulp werd geboden door de Highland Valour die een deel van de ankerketting greep om zo het gewicht van de ankerketting te verminderen. De Highland Valour slaagde hier niet in en de Bourbon Dolphin begon door de stroming en de wind oostwaarts af te drijven naar een naburige ankerketting. Hierop beval het boorplatform westwaarts te varen om te vermijden dat het schip te dicht de andere ankerketting naderde. Net wanneer het schip zijn manoeuvre uitvoerde om westwaarts te gaan, verschoof de ketting van de binnenste stuurboordsleeppin naar de buitenste bakboordsleeppin. Hierdoor maakte het schip zeer sterk slagzij naar bakboord. Hoewel het schip zichzelf in eerste instantie nog rechtte, kapseisde het uiteindelijk over zijn bakboord.
Op het moment van kapseizen bevonden er zich aan boord vijftien bemanningsleden. Zeven personen werden gered door schepen reeds aanwezig maar acht van de vijftien lieten het leven onder wie er vijf personen nog steeds vermist zijn.
Twee dagen later, op 15 april 2007, zonk het schip voor de kust van Shetland, Schotland.

## Onderzoek
Zoals elk incident op zee werd ook dit door een commissie onderzocht.
Vijf open hoorzittingen volgden en in totaal werden 38 getuigen ondervraagd, onder hen zowel overlevenden als officieren van andere schepen die deelnamen aan de operatie. Ook van de scheepswerf, de rederij, het boorplatform Transocean Rather en de classificatiemaatschappij Det Norske Veritas werden getuigen gehoord. De commissie beschikte niet alleen over een reeks documenten van de Bourbon Dolphin, maar ook onderwaterbeeldmateriaal van net na het ongeval en het wrak in december 2007.

## Oorzaken
Het rapport uitgegeven door het ministerie van Justitie van Noorwegen verklaart dat er geen enkele persoon of technische faling aan de basis ligt van het kapseizen van de Bourbon Dolphin, maar dat het eerder om een samenloop van omstandigheden ging.
De primaire factoren voor het ongeval zijn de koerswijziging naar het westen en het verschuiven van de ankerlijn.
Er waren volgens het onderzoek ook aanzienlijk wat secundaire factoren die een rol hebben gespeeld.
Zo was er de reductie in stabiliteit door de ladingsconditie en de slechte weersomstandigheden. Andere bijkomende factor is dat de kapitein slechts anderhalf uur de tijd had gekregen om het schip te leren kennen. Daarenboven was de bemanning onervaren en was de procedure om het anker te leggen niet goed uitgedacht.